# Избища (община Ресен)
 Тази статия е за селото в Ресенско, Северна Македония.  За обезлюденото помашко село в Драмско, Гърция вижте Избища (Драмско).  
Избища (на македонска литературна норма: Избишта) е село в община Ресен, Северна Македония.

## География
Селото е разположено северно от град Ресен, в прохода разделящ Плакенската планина и Изток планина, като през същия проход преминава главната пътна артерия свързваща Охрид с Преспанското поле.

## История
В XIX век Избища е село в Битолска кааза, Нахия Горна Преспа на Османската империя. Според статистиката на Васил Кънчов („Македония. Етнография и статистика“) от 1900 г. Избища има 232 жители, всички българи християни.
На Етнографската карта на Битолския вилает на Картографския институт в София от 1901 година Избища е чисто българско село в Битолската каза на Битолския санджак с 42 къщи.
В началото на XX век българското население на селото е под върховенството на Българската екзархия. По данни на секретаря на екзархията Димитър Мишев („La Macédoine et sa Population Chrétienne“) през 1905 година в Избища има 256 българи екзархисти.
По време на сражение между чети на ВМОРО и турска войска и башибозук на 18 и 19 януари 1903 година двама местни жители са убити, а след края на битката селото е ограбено.
При избухването на Балканската война в 1912 година един човек от Избища е доброволец в Македоно-одринското опълчение.
Според преброяването от 2002 година селото има 176 жители, от които:
| Националност     | Всичко |
| северномакедонци | 174    |
| албанци          | 0      |
| турци            | 0      |
| роми             | 0      |
| власи            | 0      |
| сърби            | 2      |
| бошняци          | 0      |
| други            | 0      |

## Личности
Родени в Избища
- Панде Димитров, български революционер от ВМОРО

Свързани с Избища
- Трифун Иванов (1879 – ?), български революционер от ВМОРО